# الأسيتالديهيد (صفحة البيانات)
هذه الصفحة بيانات كيميائية تكميلية عن مادة الأسيتالديهيد (acetaldehyde).

## بيانات سلامة المواد
يتطلب التعامل مع هذه المادة الكيميائية اتخاذ احتياطات السلامة. لذلك، ينبغي اتباع الإرشادات الموجودة في ورقة بيانات سلامتها (MSDS).
- مؤشر SDSdata.org

## البنية والخصائص
| البنية والخصائص          | البنية والخصائص |
| ------------------------ | --- |
| معامل الانكسار، ند       | 1.3392 في 18 درجة مئوية |
| رقم آبي                  | ؟ |
| ثابت العزل الكهربائي، εr | 21.1 ε0 عند 21 درجة مئوية |
| قوة الرابطة              | ؟ |
| طول الرابطة              | ؟ |
| زاوية الرابطة            | ؟ |
| القابلية المغناطيسية     | ؟ |
| التوتر السطحي            | 22.3 دين/سم عند 10 درجة مئوية </br> 21.2 دين/سم عند 20 درجة مئوية </br> 17.0 داين/سم عند 50 درجة مئوية                                      |
| اللزوجة                  | 0.2751 ميجا باسكال ثانية عند 0 درجة مئوية </br> 0.2521 ميجا باسكال ثانية عند 10 درجة مئوية </br> 0.2307 ميجا باسكال ثانية عند 20 درجة مئوية |

## الخصائص الديناميكية الحرارية
| النقطة الثلاثية              | ? K (? °C), ? Pa             |       |       |       |       |     |      |
| النقطة الحرجة]] 1. 2. 3.     |                              |       |       |       |       |     |      |
| P بالملم زئبق                | P بالملم زئبق                | 1     | 10    | 40    | 100   | 400 | 760  |
| درجة الحرارة بالدرجة المئوية | درجة الحرارة بالدرجة المئوية | -81.5 | -56.8 | -37.8 | -22.6 | 4.9 | 20.2 |